# Mentre siguem joves
Mentre siguem joves (títol original en anglès: While We're Young) és una pel·lícula de comèdia dramàtica estatunidenca escrita i dirigida per Noah Baumbach, estrenada el 2014 i protagonitzada per Naomi Watts, Ben Stiller, Amanda Seyfried, Adam Horovitz. Es va doblar i subtitular al català.

## Argument
Cornelia (Naomi Watts) i Josh (Ben Stiller) són una parella de creatius que passen dels quaranta anys i viuen còmodament a Nova York. Han intentat tenir fills, tot i que no han pogut i la seva relació s'ha anat refredant. En l'àmbit professional en Josh està encallat en el muntatge de la seva última pel·lícula, per falta d'inspiració. Tot sembla canviar quan coneixen una altra parella Jamie i Darby, una generació més jove, espontanis i sense lligams.

## Repartiment
- Naomi Watts: Cornelia
- Ben Stiller: Josh
- Amanda Seyfried: Darby
- Adam Driver: Jamie
- Maria Dizzia: Marina
- Charles Grodin: Leslie
- Adam Horovitz: Fletcher
- Brady Corbet: Kent
- Dree Hemingway: Tipper
- Matthew Maher: Tim
- Peter Yarrow: Ira

## Al voltant de la pel·lícula
Amb aquest film, Baumbach desenvolupa la dinàmica de les relacions de parella, amistats i alhora les escletxes intergeneracionals representades per les dues parelles, una en la barrera dels quaranta i l'altra en la dels vint, amb les seves diferències, que representa per en Josh i la Cornelia una projecció del que podrien ser o el que alguna vegada van ser.
Com a mostra de l'atemporalitat de l'argument, la pel·lícula comença amb un diàleg imprès a la pantalla de l'obra Solness, el constructor (1892) del dramaturg noruec Henrik Ibsen que tracta d'un vell arquitecte que lluita per no ser superat per la propera generació, el pas del temps, l'ambició i el sacrifici per triomfar, temes que aquí es repeteixen. Malgrat aquest apunt d'intel·lectualitat el film es mou amb la quotidiana senzillesa de la nouvelle vague i amb l'efervescència d'una comèdia romàntica juvenil.